# Parangitia japix
Parangitia japix är en fjärilsart som beskrevs av William Schaus 1914. Parangitia japix ingår i släktet Parangitia och familjen nattflyn. Inga underarter finns listade i Catalogue of Life.